# Campeonato Mundial de Tiro con Arco en Sala de 2009
El X Campeonato Mundial de Tiro con Arco en Sala se celebró en Rzeszów (Polonia) entre el 4 y el 8 de marzo de 2009 bajo la organización de la Federación Internacional de Tiro con Arco (FITA) y la Federación Polaca de Tiro con Arco.
Las competiciones se realizaron en el Centro Regional Deportivo Podpromie de la ciudad polaca.

## Medallistas

### Masculino
| Evento                            | Oro                                                                 | Plata                                                       | Bronce                                                           |
| --------------------------------- | ------------------------------------------------------------------- | ----------------------------------------------------------- | ---------------------------------------------------------------- |
| Arco recurvo individual (08.03)   | Yavor Jristov Bulgaria                                              | Rafał Dobrowolski · Polonia                                 | Jean-Charles Valladont Francia                                   |
| Arco recurvo por equipo (08.03)   | Brady Ellison Staten Holmes Victor Wunderle Estados Unidos          | Michele Frangilli · Mauro Nespoli · Amedeo Tonelli · Italia | Rodrigo Lastra · Juan René Serrano · Luis Eduardo Vélez · México |
| Arco compuesto individual (08.03) | Chance Beaubouef Estados Unidos                                     | Jesse Broadwater Estados Unidos                             | Dominique Genet Francia                                          |
| Arco compuesto por equipo (08.03) | Chance Beaubouef Jesse Broadwater Braden Gellenthien Estados Unidos | James Bingham Duncan Busby Andrew Rikunenko Reino Unido     | Sébastien Brasseur Pierre-Julien Deloche Dominique Genet Francia |

### Femenino
| Evento                            | Oro                                                     | Plata                                                     | Bronce                                                        |
| --------------------------------- | ------------------------------------------------------- | --------------------------------------------------------- | ------------------------------------------------------------- |
| Arco recurvo individual (08.03)   | Karina Winter · Alemania                                | Natalia Valeeva · Italia                                  | Bérengère Schuh Francia                                       |
| Arco recurvo por equipo (08.03)   | Pia Lionetti · Elena Tonetta · Natalia Valeeva · Italia | Susanne Poßner · Elena Richter · Karina Winter · Alemania | Natalia Erdyniyeva · Sanzhi Obodoyeva · Xeniya Perova · Rusia |
| Arco compuesto individual (08.03) | Mary Hamm Estados Unidos                                | Holly Larson Estados Unidos                               | Erika Anschutz Estados Unidos                                 |
| Arco compuesto por equipo (08.03) | Erika Anschutz Mary Hamm Holly Larson Estados Unidos    | Rikki Bingham Lucy Holderness Nicky Hunt Reino Unido      | Laura Longo · Eugenia Salvi · Giorgia Solato · Italia         |

## Medallero
| Núm. | País           | Oro | Plata | Bronce | Total |
| ---- | -------------- | --- | ----- | ------ | ----- |
| 1    | Estados Unidos | 5   | 2     | 1      | 8     |
| 2    | Italia         | 1   | 2     | 1      | 4     |
| 3    | Alemania       | 1   | 1     | 0      | 2     |
| 4    | Bulgaria       | 1   | 0     | 0      | 1     |
| 5    | Reino Unido    | 0   | 2     | 0      | 2     |
| 6    | Polonia        | 0   | 1     | 0      | 1     |
| 7    | Francia        | 0   | 0     | 4      | 4     |
| 8    | México         | 0   | 0     | 1      | 1     |
| 9    | Rusia          | 0   | 0     | 1      | 1     |
|      | TOTAL          | 8   | 8     | 8      | 24    |